# Åse Kleveland
Åse Kleveland, född 18 mars 1949 i Stockholm, är en svensk-norsk sångare, politiker och kulturpersonlighet.

## Biografi
Fadern var från Norge och modern var svenska. Efter hennes uppväxtår i Stockholm och Örebro flyttade familjen 1956 till Norge. Kleveland medverkade 1966 i Hylands hörna och hade en karriär som sångerska och gitarrist under 1960-talet och 1970-talet. Hon representerade Norge i Eurovision Song Contest 1966 med bidraget "Intet er nytt under solen", som slutade på tredje plats. Hon blev 1983 ordförande i Norsk Musikerforbund. 1986 ledde hon Eurovision Song Contest från Bergen och 1988 var hon i samband med öppningen av nöjesparken Tusenfryd utanför Oslo parkens ledande direktör. I Norge var hon kulturminister från 1990 till 1996. 2004 valdes hon till president i European Digital Cinema Forum (EDCF).
Från 1 januari 2000 (alternativt någon gång 1999) var Kleveland VD för Svenska Filminstitutet. Hon meddelade i november 2005 att hon ämnade lämna sin post i maj 2006 för att återvända till Norge och där bli chef för norska Rikskonsertene. Samma år fick hon Ingmar Bergmanpriset och den 10 juni 2007 valdes hon enhälligt till ordförande för Human-Etisk Forbund (en norsk systerorganisation till Humanisterna).
Kleveland är gift med regissören Oddvar Bull Tuhus. Tidigare har hon varit gift med konstnären Svenolov Ehrén.

## Diskografi
Soloalbum
- Åse (1965)
- Åse Kleveland 2 (1967)
- Vær velkommen (1974)
- Midt på natta (1976)

Album med Ballade!
- Ballade!!! på turné (1978)
- Ballade! Ekstranummer (1980)
- Ballade!s samlede (2005) (samlingsalbum)